# La La La
«La La La» — песня британского музыкального продюсера и музыканта Ноти Боя, записанная при участии певца Сэма Смита (тоже из Британии).
19 мая 2013 года песня была издана отдельным синглом. Также она вошла в вышедший в августе того же года дебютный альбом Ноти Боя, озаглавленный Hotel Cabana. (Это был второй сингл с этого альбома.)

## Сюжет песни
Как пишет сайт Songfacts, песня «La La La» была вдохновлена настроением песни группы No Doubt «Don’t Speak». Ноти Бой как-то сказал:
Эта [песня] оказала влияние на многих людей, и это (прим. перев.: повлиять на людей) то, что я в конечном итоге хочу сделать своей музыкой.
Ноти Бой также более подробно рассказывал Radio.com, что песня была вдохновлена идеей о том, что человек, боясь, что ему будет больно от этого рассказа, отказывается слушать объяснения другого человека, который хочет рассказать причины, почему он разбивает сердце первого. Как пишет сайт Songfacts, Hoти Бой добавил, что эта песня также является просьбой ко всем взрослым в мире прекратить вести себя соответственно своему возрасту. — "Ты не должен слушать всё, что тебе говорят. Иногда круто просто отгородиться/заблокироваться от этого и вести себя как ребёнок. Я в душе в довольно большой степени ребёнок."

## Видеоклип
«Волшебник из страны Оз»
Персонажи клипа отсылают к произведению «Волшебник из страны Оз», но внешне напоминают божеств, почитаемых в Перу и Боливии. Мужчина в шляпе с магнитофоном - Экеко - бог изобилия; танцующий постовой в маске — Кусильо — бог веселья и плодородия, идол в шахте - Эль-Тио. Человек, дающий мальчику собаку, одет как ятири — шаман культуры аймара.
Боливийский миф об Эль-Тио
Жил да был один маленький мальчик, который родился глухим. Родные его обижали, так что он сбежал из дома и поселился на улице. Мальчик обнаружил, что может избавлять людей от неприятностей и болезней с помощью чудодейственного крика — а кричал он так сильно, будто на город обрушивался смерч или землетрясение. Одним из «пациентов» мальчика стал старик, которого несправедливо обвинили и избили горожане — мальчик спас беднягу от разъярённых жителей и вылечил его больное сердце. Затем старик и мальчик встретили ещё одного несчастного, который поведал, что пострадал от гнева злого духа Эль-Тио. Каждый, кто слышал голос Эль-Тио, немедленно подпадал под чары злого духа, и от этого не было никакого спасения. Тогда мальчик отправился в пещеру, где обитал Эль-Тио, и направил силу своего могучего голоса против злого духа. Эль-Тио не смог противостоять мальчику, ведь тот был глухим, а главным оружием Эль-Тио был голос. Так мальчик избавил людей от злого духа.
Смысл клипа La La La после изложения этой легенды, думаю, не вызывает больше вопросов. Вполне логично, что видео было снято в Боливии, а фигура злого духа в финальной сцене действительно повторяет черты облика Эль-Тио, живущие в народном сознании. Несмотря на то, что действие легенды переместилось в настоящее, немного поменялись декорации, в целом клип довольно точно следует сюжету боливийского мифа.

## Приём публики
Сингл с песней «La La La» достиг 1 места в Великобритании (в национальном сингловом чарте UK Singles Chart). Для Ноти Боя это был первый сингл номер 1 в этой стране, будь то как для исполнителя, будь то как для сонграйтера. До этого он максимум добирался до 2 места — этого достигла песня «Heaven» в исполнении Эмели Санде, одним из соавторов которой он был.

## Чарты
| Чарт (2013–14)                             | Лучшая позиция |
| ------------------------------------------ | -------------- |
| Австралия (ARIA)                           | 5              |
| Австрия (Ö3 Austria Top 40)                | 3              |
| Бельгия/Фландрия (Ultratop 50)             | 3              |
| Бельгия/Фландрия (Ultratop Dance)          | 3              |
| Бельгия/Фландрия (Ultratop Urban)          | 1              |
| Бельгия/Валлония (Ultratop 50)             | 5              |
| Бельгия/Валлония (Ultratop Dance)          | 2              |
| Brazil (ABPD)                              | 42             |
| Канада (Billboard Canadian Hot 100)        | 43             |
| Канада (Billboard CHR/Top 40)              | 27             |
| Канада (Billboard Hot AC)                  | 46             |
| Чехия (Rádio — Top 100)                    | 1              |
| Дания (Tracklisten)                        | 2              |
| Euro Digital Songs (Billboard)             | 2              |
| Финляндия (Suomen virallinen lista)        | 2              |
| Франция (SNEP)                             | 6              |
| Германия (GfK)                             | 2              |
| Greece Digital Songs (Billboard)           | 5              |
| Венгрия (Single Top 40)                    | 20             |
| Венгрия (Dance Top 40)                     | 6              |
| Венгрия (Rádiós Top 40)                    | 2              |
| Венгрия (Stream Top 40)                    | 6              |
| Ирландия (IRMA)                            | 3              |
| Израиль (Media Forest)                     | 5              |
| Италия (FIMI)                              | 1              |
| Lebanon (The Official Lebanese Top 20)     | 1              |
| Luxembourg Digital Songs (Billboard)       | 3              |
| Mexico Ingles Airplay (Billboard)          | 10             |
| Нидерланды (Dutch Top 40)                  | 4              |
| Нидерланды (Single Top 100)                | 4              |
| Новая Зеландия (Recorded Music NZ)         | 5              |
| Норвегия (VG-lista)                        | 2              |
| Польша (Polish Airplay Top 100)            | 2              |
| Польша (Dance Top 50)                      | 9              |
| Portugal Digital Songs (Billboard)         | 2              |
| Romania (Airplay 100)                      | 1              |
| Румыния (Romania TV Airplay)               | 1              |
| Шотландия (OCC Scotland)                   | 3              |
| Словакия (Rádio — Top 100)                 | 2              |
| Slovenia (SloTop50)                        | 6              |
| Испания (PROMUSICAE)                       | 4              |
| Швеция (Sverigetopplistan)                 | 13             |
| Швейцария (Schweizer Hitparade)            | 2              |
| Великобритания (OCC UK Singles)            | 1              |
| UK Asian (Official Charts Company)         | 1              |
| Великобритания (OCC UK Dance)              | 1              |
| UK Urban (Official Charts Company)         | 1              |
| США (Billboard Hot 100)                    | 19             |
| США (Billboard Adult Pop Airplay)          | 37             |
| США (Billboard Dance Club Songs)           | 18             |
| США (Billboard Dance/Mix Show Airplay)     | 18             |
| США (Billboard Pop Airplay)                | 10             |
| США (Billboard Rhythmic)                   | 37             |
| Venezuela Pop Rock General (Record Report) | 14             |

| Чарт (2013)                          | Позиция |
| ------------------------------------ | ------- |
| Australia (ARIA)                     | 40      |
| Austria (Ö3 Austria Top 40)          | 27      |
| Belgium (Ultratop 50 Flanders)       | 28      |
| Belgium Dance (Ultratop Flanders)    | 19      |
| Belgium Urban (Ultratop Flanders)    | 10      |
| Belgium (Ultratop 50 Wallonia)       | 43      |
| Belgium Dance (Ultratop Wallonia)    | 10      |
| Denmark (Tracklisten)                | 17      |
| France (SNEP)                        | 36      |
| Germany (Official German Charts)     | 10      |
| Hungary (Dance Top 40)               | 24      |
| Hungary (Rádiós Top 40)              | 16      |
| Israel (Media Forest)                | 21      |
| Italy (FIMI)                         | 22      |
| Netherlands (Dutch Top 40)           | 21      |
| Netherlands (Single Top 100)         | 18      |
| New Zealand (Recorded Music NZ)      | 33      |
| Norway Summer Period (VG-lista)      | 6       |
| Slovenia (SloTop50)                  | 13      |
| Spain (PROMUSICAE)                   | 34      |
| Spain (PROMUSICAE Streaming)         | 20      |
| Sweden (Sverigetopplistan)           | 55      |
| Switzerland (Schweizer Hitparade)    | 19      |
| UK Singles (Official Charts Company) | 5       |

| Чарт (2014)                      | Позиция |
| -------------------------------- | ------- |
| US Billboard Hot 100             | 82      |
| US Mainstream Top 40 (Billboard) | 49      |

## Сертификации
| Регион | Сертификация  | Продажи   |
| --- | ------------- | --------- |
| Австралия (ARIA) | 2× Платиновый | 140 000^  |
| Бельгия (BEA) | Золотой       | 15 000*   |
| Канада (Music Canada) | Золотой       | 40 000*   |
| Дания (IFPI Danmark) | Золотой       | 15 000^   |
| Германия (BVMI) | 3× Золотой    | 450 000   |
| Италия (FIMI) | 2× Платиновый | 60 000    |
| Новая Зеландия (RMNZ) | Платиновый    | 15 000*   |
| Швеция (GLF) | 3× Платиновый | 120 000   |
| Швейцария (IFPI Switzerland) | Платиновый    | 30 000^   |
| Великобритания (BPI) | 3× Платиновый | 1 800 000 |
| США (RIAA) | 2× Платиновый | 2 000 000 |
| Стриминг |               |           |
| Дания (IFPI Danmark) | 4× Платиновый | 7 200 000 |
| Испания (PROMUSICAE) | Золотой       | 4 000 000 |
| * Данные о продажах приведены только на основе сертификации. · ^ Данные о тиражах приведены только на основе сертификации. · Данные о продажах + прослушиваниях приведены только на основе сертификации. · Данные только о прослушиваниях приведены на основе сертификации. |               |           |